# التهاب كبيبات كلى غشائي تكاثري
التهاب كبيبات الكلى الغشائي التكاثري هو التهاب كبيبات الكلى الناجم عن ترسبات في ثخانات المسراق الكبيبي والغشاء القاعدي، ما يؤدي إلى تفعيل المتممة وإتلاف الكبيبات.
يشكل التهاب كبيبات الكلى الغشائي التكاثري نحو 4% من الأسباب الكلوية الأولية للمتلازمة الكلوية عند الأطفال و7%عند البالغين.
يجب عدم الخلط بينه وبين التهاب كبيبات الكلى الغشائي، وهي حالة تزداد فيها ثخانة الغشاء القاعدي فقط دون المسراق الكبيبي.

## الأنماط
هناك ثلاثة أنماط من التهاب كبيبات الكلى الغشائي التكاثري، لكن هذا التصنيف أصبح قديمًا إذ أصبحت الأسباب مفهومة.

### النمط 1
ينتج النمط الأول، وهو الأكثر شيوعًا حتى الآن، عن ترسب المعقدات المناعية في الكلى. يتميز بوجود رواسب مناعية تحت البطانة والمسراق.
يُعتقد أنه مرتبط بالسبيل التقليدي المتمم.

### النمط 2
أُطلق عليه أيضًا مؤخرًا اسم «اعتلال الكلية C3» والاسم المفضل هو «مرض الرواسب الكثيفة». لا تظهر معظم حالات مرض الترسبات الكثيفة نمطًا غشائيًا تكاثريًا. تعتبر مراجعة عام 2012 أن مرض الرواسب الكثيفة مرتبط بالتهاب كبيبات الكلى C3، وهو أحد أسباب توقف اعتماد نظام التصنيف من 1 إلى 3.
ترتبط معظم الحالات بخلل في تنظيم المسار المكمل البديل في الجهاز المناعي.
يرتبط مرض الرواسب الكثيفة بترسب المتمم C3 في الكبيبات مع عدم ظهور أثر للون الغلوبولين المناعي أو ظهوره بشكل طفيف. دفع وجود C3 بدون أثر واضح للغلوبولين المناعي الباحثين الأوائل للاعتقاد أن مرض الرواسب الكثيفة حدث نتيجة خلل في تفعيل المسار المكمل البديل في الجهاز المناعي. بوجد الآن دليل قوي على أن مرض الرواسب الكثيفة ناجم عن تفعيل غير مضبوط للمسار المكمل البديل.
يندر حدوث حالات شفاء عفوي لالتهاب كبيبات الكلى الغشائي التكاثري من النمط 2؛ ويصل نحو نصف المصابين به للمرحلة النهائية من مرض الكلى في غضون عشر سنوات.
في كثير من الحالات، يُصاب مرضى التهاب كبيبات الكلى الغشائي التكاثري من النمط 2 ببراريق شفافة ناجمة عن الترسبات أسفل غشاء بروك تحت الظهارة الصباغية الشبكية للعين. بمرور الوقت، قد تحدث اضطرابات في الرؤية، وقد تتشكل أغشية حديثة التوعّي تحت الشبكية، بالإضافة إلى الانفصال البقعي واعتلال الشبكية المصلي المركزي.

### النمط 3
النمط الثالث نادر جدًا، ويتميز بمزيج من الرواسب المناعية و/أو رواسب المتممة تحت الظهارية وتحت البطانية. تحرض هذه الترسبات استجابة مناعية، ما يسبب تلف الخلايا والبنى المجاورة لها. يملك نتائج مرضية مماثلة لمرض النمط الأول.
حُدد الجين المسبب المُحتمل على الكروموسوم 1.
يُشاهد مكون المتمم 3 بالتألق المناعي. يرتبط هذا النمط بنقص مستقبلات المتممة 6.

## علم الأمراض
يشمل التهاب كبيبات الكلى التكاثري الغشائي ترسبات في المسراق الكبيبي.
يعد الاعتلال الكلوي الرئيسي المرتبط بالتهاب الكبد C.
يرتبط أيضًا بعدد من أمراض المناعة الذاتية، من أبرزها الذئبة الحمامية الشاملة. يُشاهد أيضًا في أمراض عوز المتممة الوراثية ومتلازمة شوغرن والتهاب المفاصل الروماتويدي وتصلب الجلد والداء البطني (الزلاقي).
يشمل التشخيص التفريقي النسيجي اعتلال كبيبات الكلى المزروعة واعتلالات الأوعية الدقيقة التخثرية.

## التشخيص
يُعاد تشكيل الغشاء القاعدي الكبيبي فوق الرواسب، ما يسبب ظهور «علامات مسار الترام» تحت المجهر. تزداد خلوية المسراق الكبيبي.

## العلاج
يُعالج التهاب كبيبات الكلى الغشائي التكاثري الأساسي بالستيرويدات وتبادل البلازما والأدوية الأخرى المثبطة للمناعة. يُعالج التهاب كبيبات الكلى الغشائي التكاثري الثانوي بعلاج العدوى أو أمراض المناعة الذاتية أو الأورام المرافقة. يفيد استخدام بيغنتيرفيرون وريبافيرين في خفض الحمل الفيروسي.